# Motovský záliv
Motovský záliv (rusky Мотовский залив, Motovskij zaliv) je záliv Barentsova moře na severozápadě Ruské federace. Leží východně od Rybářského poloostrova, který odděluje od poloostrova Kola. Západní konec zálivu leží jen 40 kilometrů od hranice s Norskem. Rovněž v západní části ústí do zálivu z jihu řeka Titovka.
Ve východní části ústí z jihu řeka Zapadnaja Lica do stejnojmenného zálivu, který je významnou základnou ruského Severního loďstva.